# Aegomorphus itatiayensis
Aegomorphus itatiayensis es una especie de escarabajo longicornio del género Aegomorphus,  subfamilia Lamiinae. Fue descrita científicamente por Melzer en 1935.
Se distribuye por Brasil. Mide 8-8,5 milímetros de longitud.